# Xanthorrhoea quadrangulata
Xanthorrhoea quadrangulata, är en växt i familjen Xanthorrhoeaceae. Den förekommer främst i  South Australia.